# 马巴鲁马

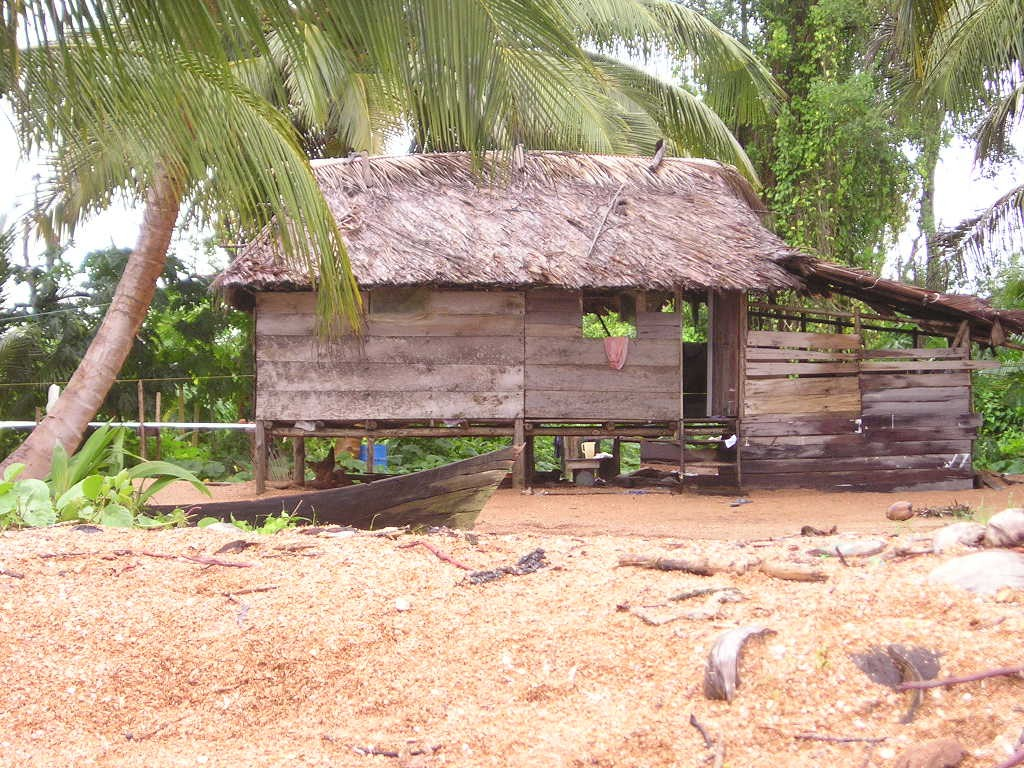
Mabaruma

马巴鲁马（Mabaruma）是位于圭亚那北部与委内瑞拉交界处的一座城市，海拔13米。在蓋亞那第一地區（Region One）原本行政中心Morawhanna遭洪水之後，馬巴魯馬成為該地區的行政中心 。 